# Юсуф Съдък Мехмед паша Джелатзаде
Юсуф Съдък Мехмед паша Джелатзаде или Евреносзаде (на турски: Yusuf Sıddık Mehmed Paşa, Celalatzade/Evrenoszade) е османски офицер и чиновник. Заема валийски постове в империята. През ноември 1851 година наследява Якуб паша Кара Османзаде като валия на Солунския еялет и остава на поста до май 1853 година. Умира в 1859 година.